# Harsány
Harsány ist eine ungarische Gemeinde im Kreis Miskolc im Komitat Borsod-Abaúj-Zemplén.

## Geografische Lage
Harsány liegt in Nordungarn, 15 Kilometer südwestlich des Komitatssitzes und der Kreisstadt Miskolc, an dem Fluss Csincse-patak. Nachbargemeinden sind Bükkaranyos, Kisgyőr und Vatta. Die nächste Stadt Emőd liegt sieben Kilometer südöstlich von Harsány.

## Geschichte
Im Jahr 1913 gab es in der damaligen Großgemeinde 427 Häuser und 1829 Einwohner auf einer Fläche von 6367 Katastraljochen. Sie gehörte zu dieser Zeit zum Bezirk Miskolcz im Komitat Borsod.

## Gemeindepartnerschaften
- Aldersbach, Deutschland
- Praid, Rumänien

## Sehenswürdigkeiten
- Božena-Němcová-Gedenkstein (Bozena Nemcova-emlékkő)
- Reformierte Kirche, erbaut 1890 nach Plänen des Architekten István Wind
  - Die Orgel der Kirche wurde 1912 von József Angster gebaut
- Römisch-katholische Kirche Kisboldogasszony, erbaut in der ersten Hälfte des 18. Jahrhunderts (Barock)
- Stausee (víztározó), 15 Hektar
- Teddybären-Museum Mackó Mama Kuckója
- Weltkriegsdenkmal (I. világháborús emlék)

## Bilder

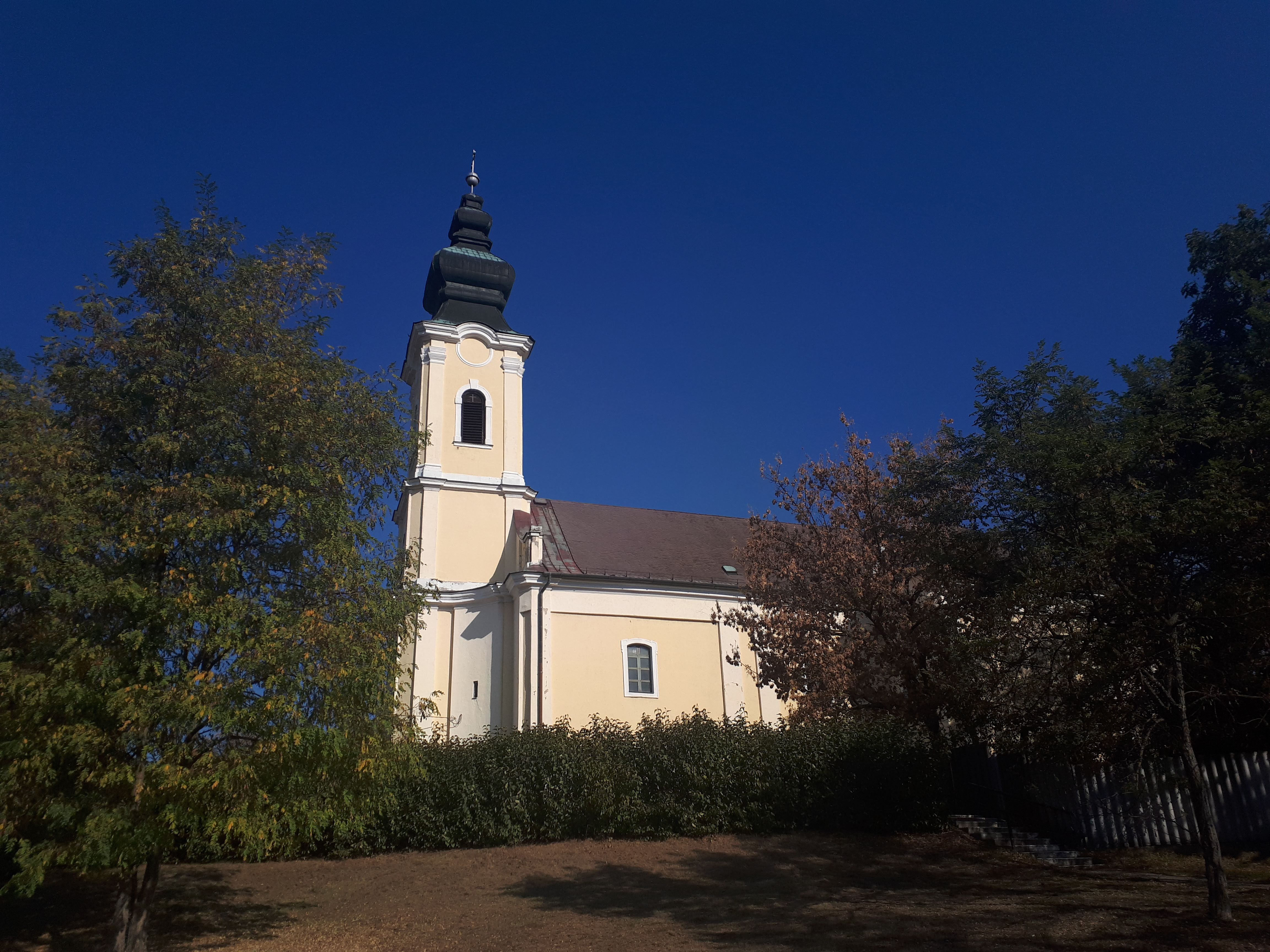
Röm.-kath. Kirche Kisboldogasszony
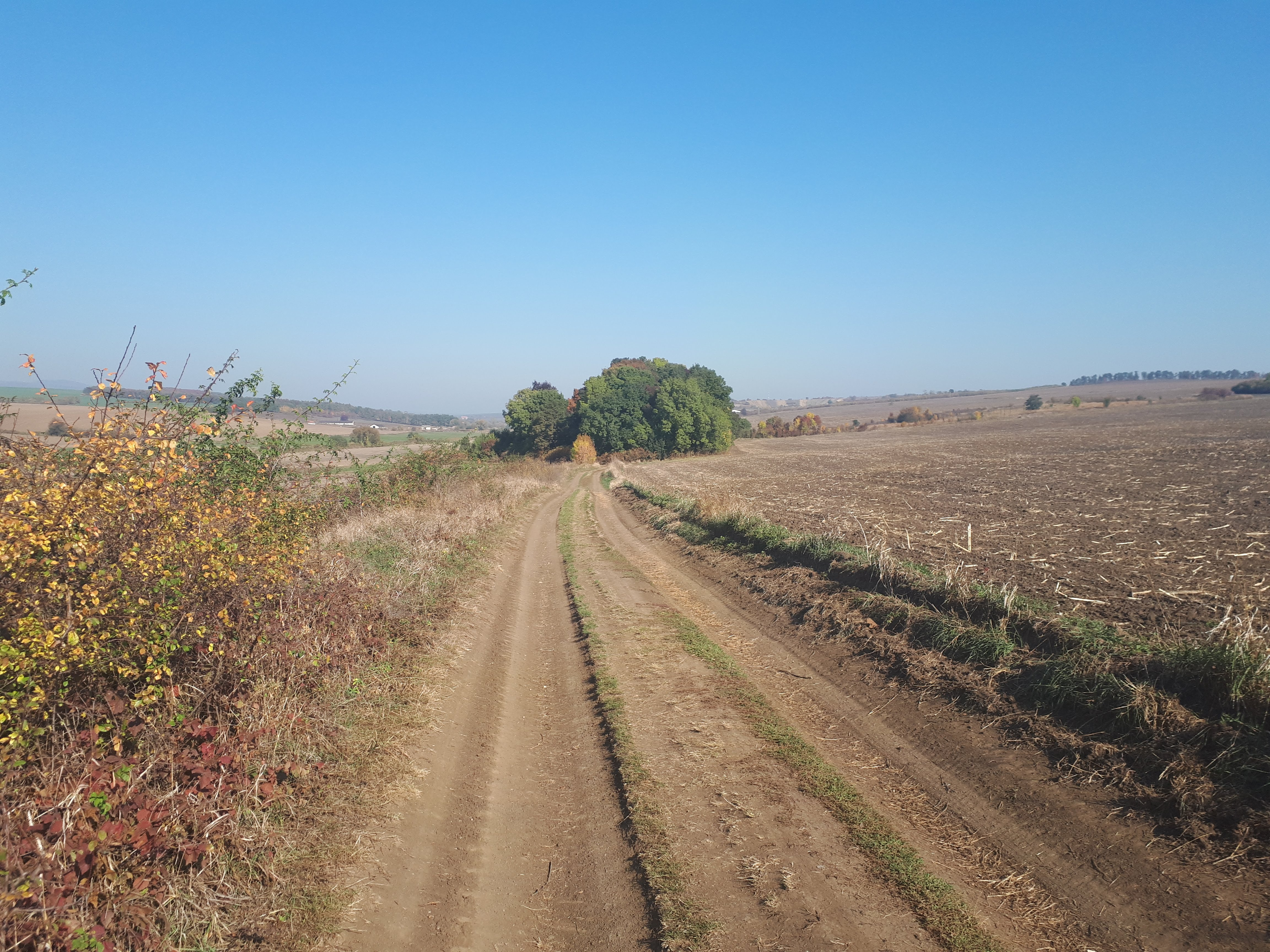
Feldweg von Harsány nach Vatta
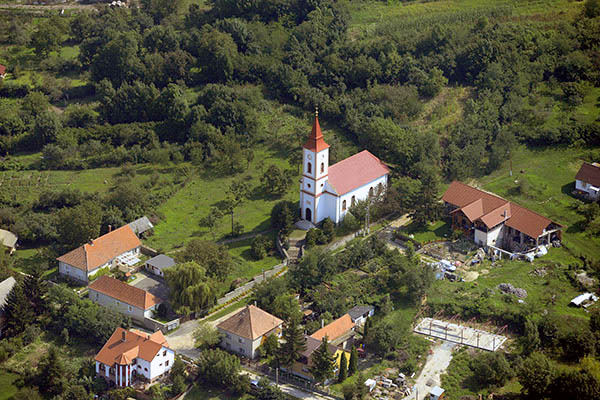
Blick auf die reformierte Kirche
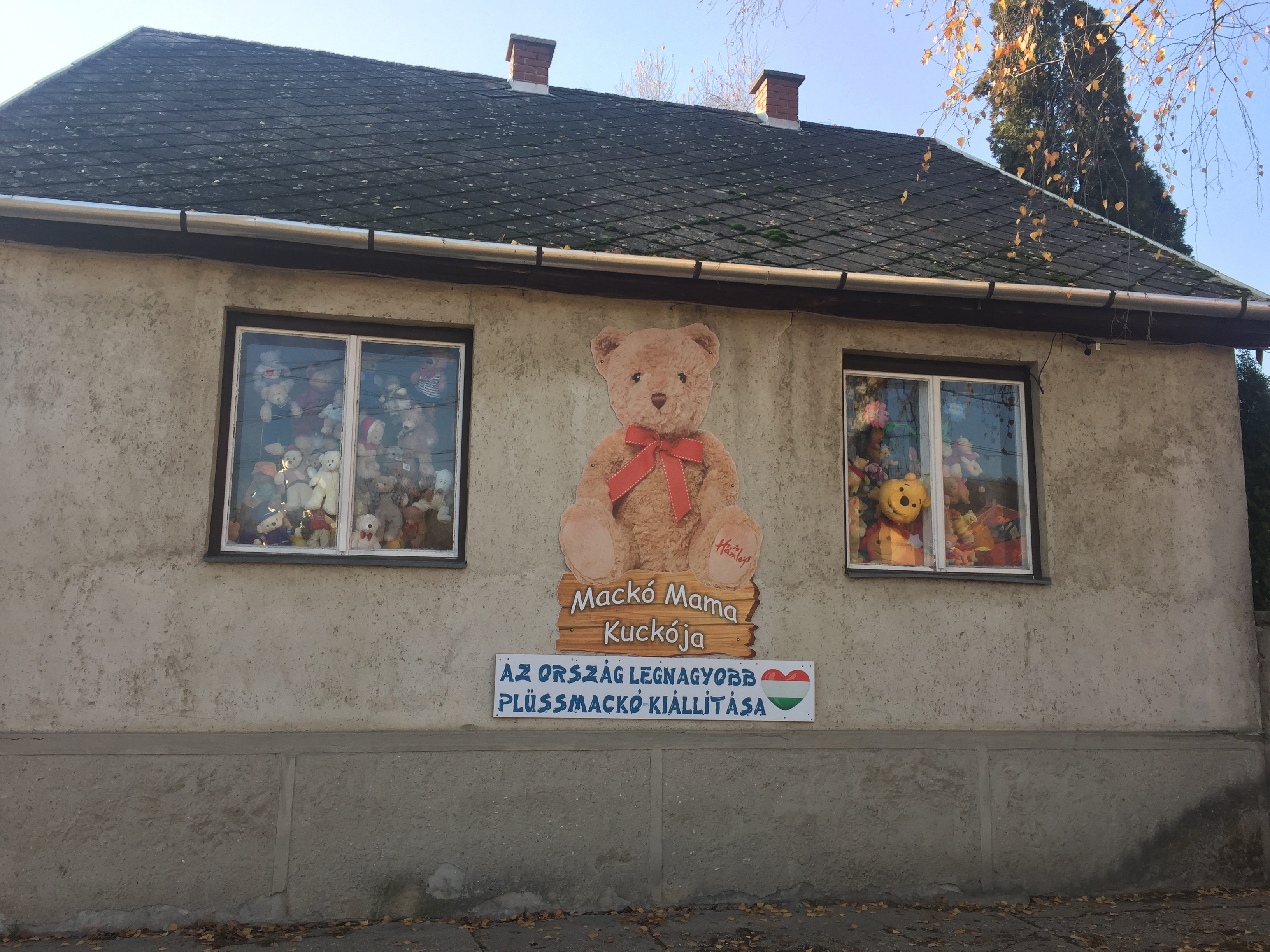
Teddybären-Museum

## Verkehr
Durch Harsány verläuft die Landstraße Nr. 2515. Der nächstgelegene Bahnhof befindet sich südlich in Csincse.